# Úrvalsdeild Karla 1959
La Úrvalsdeild Karla 1959 fue la 48.ª edición del campeonato de fútbol islandés. El campeón fue el KR Reykjavik. Þróttur descendió a la 1. deild karla.

## Tabla de posiciones
|   | Equipo          | PJ | PG | PE | PP | GF | GC | Dif | Pts |
| - | --------------- | -- | -- | -- | -- | -- | -- | --- | --- |
| 1 | KR Reykjavik    | 10 | 10 | 0  | 0  | 41 | 6  | +35 | 20  |
| 2 | ÍA              | 10 | 5  | 1  | 4  | 30 | 19 | +11 | 11  |
| 3 | Valur Reykjavik | 10 | 5  | 1  | 4  | 25 | 18 | +7  | 11  |
| 4 | Fram Reykjavik  | 10 | 4  | 3  | 3  | 19 | 18 | +1  | 11  |
| 5 | Keflavík        | 10 | 2  | 1  | 7  | 18 | 30 | -12 | 5   |
| 6 | Þróttur         | 10 | 0  | 2  | 8  | 9  | 37 | -28 | 2   |